# 凯·艾维
凯·艾伦·艾维（Kay Ellen Ivey，1944年10月15日—）是一名美国共和党籍政治家，現任亚拉巴马州州长。曾任阿拉巴马州副州長、财政部长。
艾维是阿拉巴马州的第二位女州长，也是她的前任罗伯特·J·本特利(Robert J. Bentley) 辞职后第一位共和党籍女州长。她在2018年的州长选举中以绝对优势战胜民主党候选人沃尔特·马多克斯（Walt Maddox），就任时76岁的艾维是美国最年长的州长。

## 早年生活和教育
艾维于1944年10月15日出生在阿拉巴马州的卡姆登镇，是本德曼·艾维 (1913–1997) 和芭芭拉·伊丽莎白·艾维 (1915–1998) 夫妇的独女  本德曼是二战期间美国陆军的一位少校，后来参与了联邦计划并在博伊金社区工作。 
在卡姆登长大的艾维经常在她父亲的农场工作。在奧本大學就读的时候，她是校内Alpha Gamma Delta的成员，并成为了一年级承诺班的主席。  2021年，艾维获得了杰克逊维尔州立大学的荣誉文学博士。 
1967年，艾维在结婚后搬到了加利福尼亚州，当了数年的高中老师。 婚姻破裂后，她回到了阿拉巴马州，在招商银行找到了一份工作，在那里她发起了一项教育计划，以促进学生对金融方面的了解。 艾维已经离婚两次，两段婚姻都没有孩子。 

## 进入政界

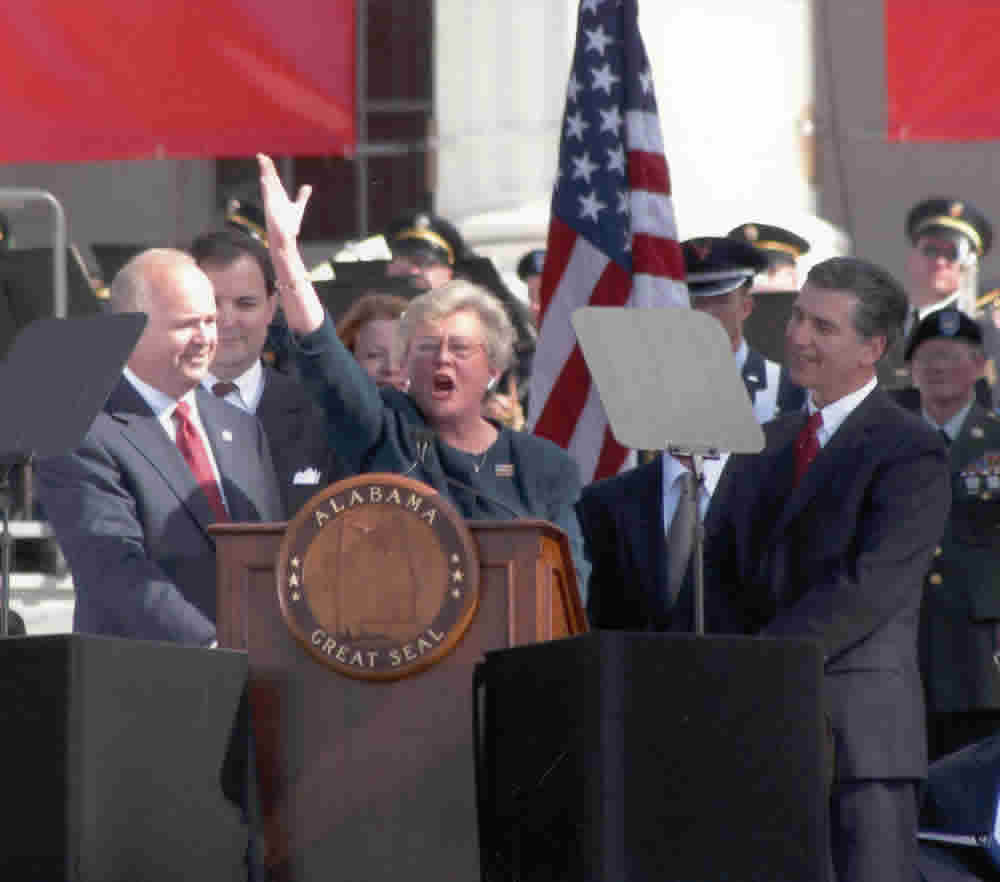
艾维于2003年宣誓就任亚拉巴马州财政部长

1979年，她被时任州长Fob James任命为州内阁成员。 她后来还在1980年至1982年期间担任阿拉巴马州众议院的阅文员，并在 1982年至1985年期间担任阿拉巴马州发展办公室的助理主任。 
1982年，艾维作为民主党人竞选州审计员失败。 从1985年到 1998年，她担任阿拉巴马州高等教育委员会的政府事务和通讯专员

### 担任州财政部长（2003-2011）

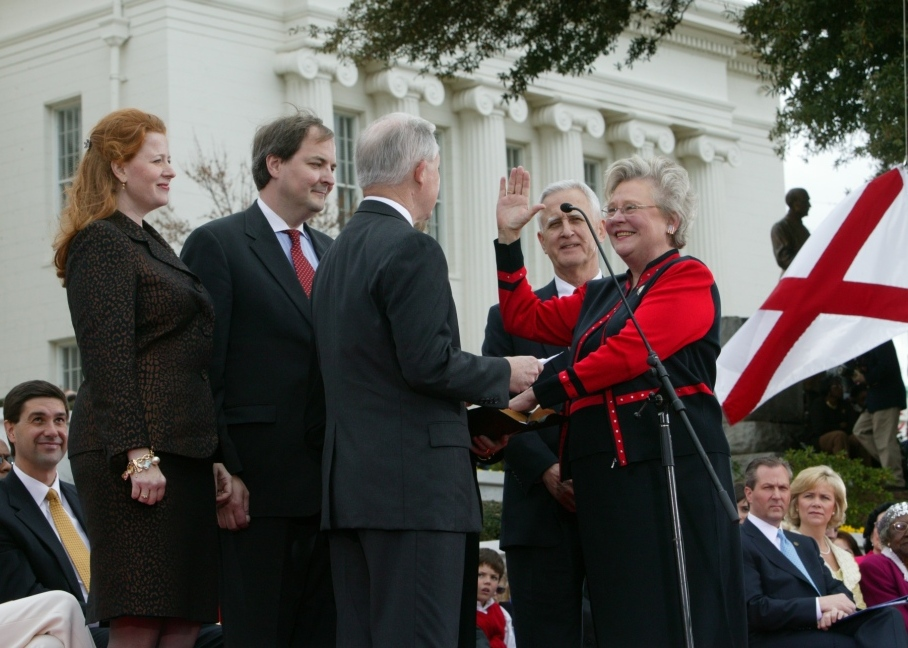
杰夫·赛申斯于2007年主持艾维第二个财政部长任期的宣誓就职典礼

艾维在2002年大选中以4%的票数优势击败前美国最高法院法官雨果·布莱克的孙子斯蒂芬·布莱克后，于2003年就任亚拉巴马州财政部长。  2006年，艾维以20%的票数优势击败民主党候选人，成功连任。 
作为财政部长，艾维遭遇了亚拉巴马州大学资助政策的崩溃。根据该资助计划，亚拉巴马州政府向数以万计的阿拉巴马州家庭保证，一旦家长们投资该计划，他们的孩子在任何州立大学接受四年教育的学费都将由州政府承担。 该计划启动后，该州的许多大学将学费提高了两倍（或更多），因此该计划在财务上变得不可持续，随后被阿拉巴马州立法机构废除。 在制定该计划时，制定小组并未考虑到这种史无前例且无法预料的学费上涨，最终导致此计划的彻底失败。

## 副州长 (2011–2017)

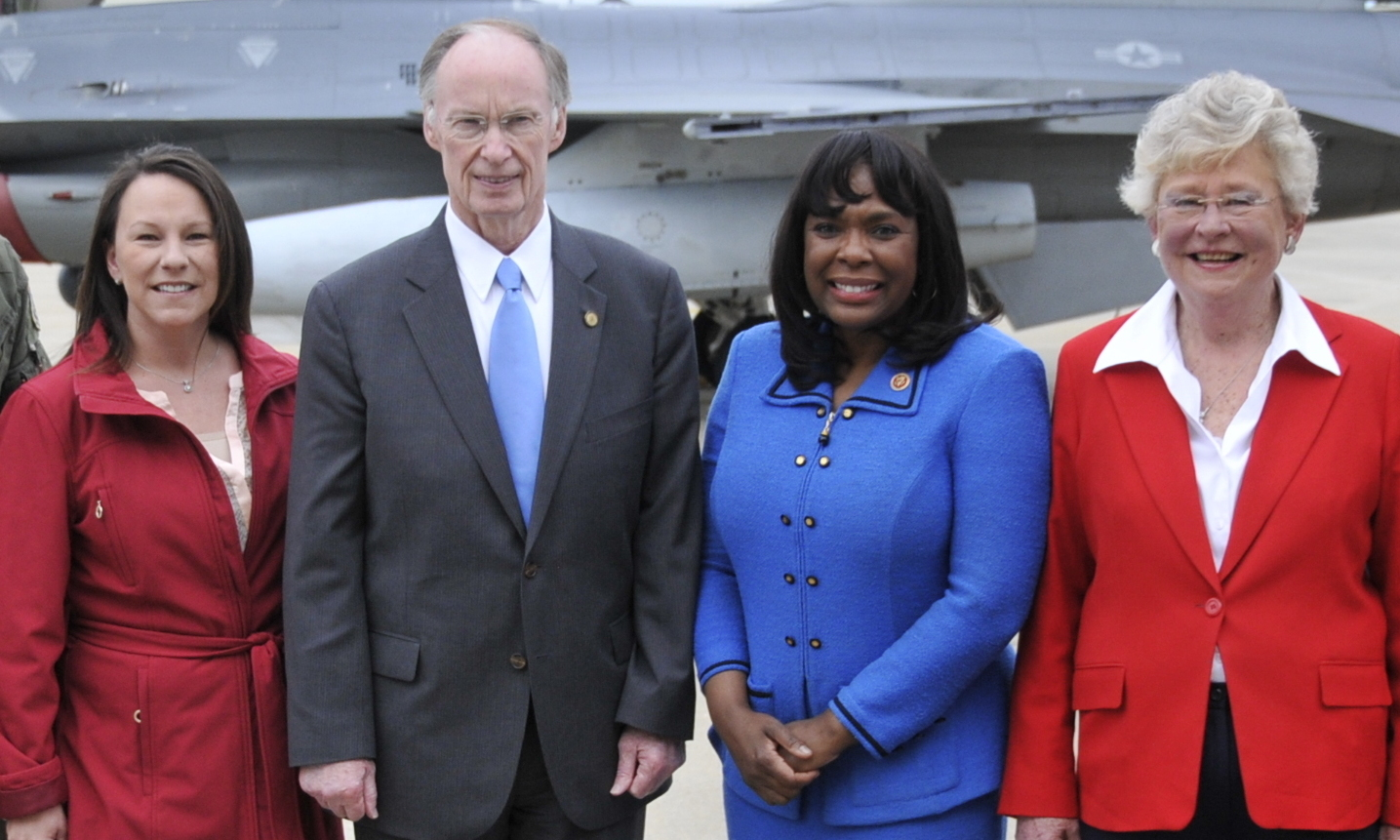
艾维（右一）于2014年和其他官员的合影

根据阿拉巴马州宪法，艾维没有资格在 2010 年谋求连任第三任州财政部长。  但各大媒体将她视为竞选州长的热门人选。
2009年，艾维宣布角逐2010年共和党州长候选人提名，与七名共和党候选人争夺提名机会。   2010年3月，艾维放弃竞选州长，改为竞选副州长。 她与来自蒙特瓦罗的州参议员汉克·欧文和来自鲍德温县的教师吉恩·庞德竞争共和党副州长提名。 在2010年6月的初选中，艾维以56.6%的选票赢得提名，远超欧文的31.4%和庞德的12%。 
在 2010年11月的选举中，艾维击败了民主党现任副州长吉姆·福尔瑟姆 (Jim Folsom Jr.) ，后者曾四次连任。 艾维获得764,112票，而福尔瑟姆的票数为718,636。 
2014年，艾维在共和党初选中受到杰斐逊县牧师斯坦库克的挑战。  在竞选过程中，她得到了主要游说团体的支持，例如阿拉巴马州商业委员会、阿拉巴马州零售协会、阿拉巴马州农民联合会和阿拉巴马州林业协会。 艾维在初选中以257,588票（61.68%）对库克的160,023票（38.32%），大比分击败了库克。 在大选中，艾维面对的是前州议员、民主党候选人詹姆斯·C·菲尔兹。  2014年11月，艾维获得了738,090票，而菲尔兹仅得428,007票，艾维成功赢得第二任期。 这是该州历史上第一次有共和党人连任副州长。 

## 阿拉巴马州州长（2017 年至今）

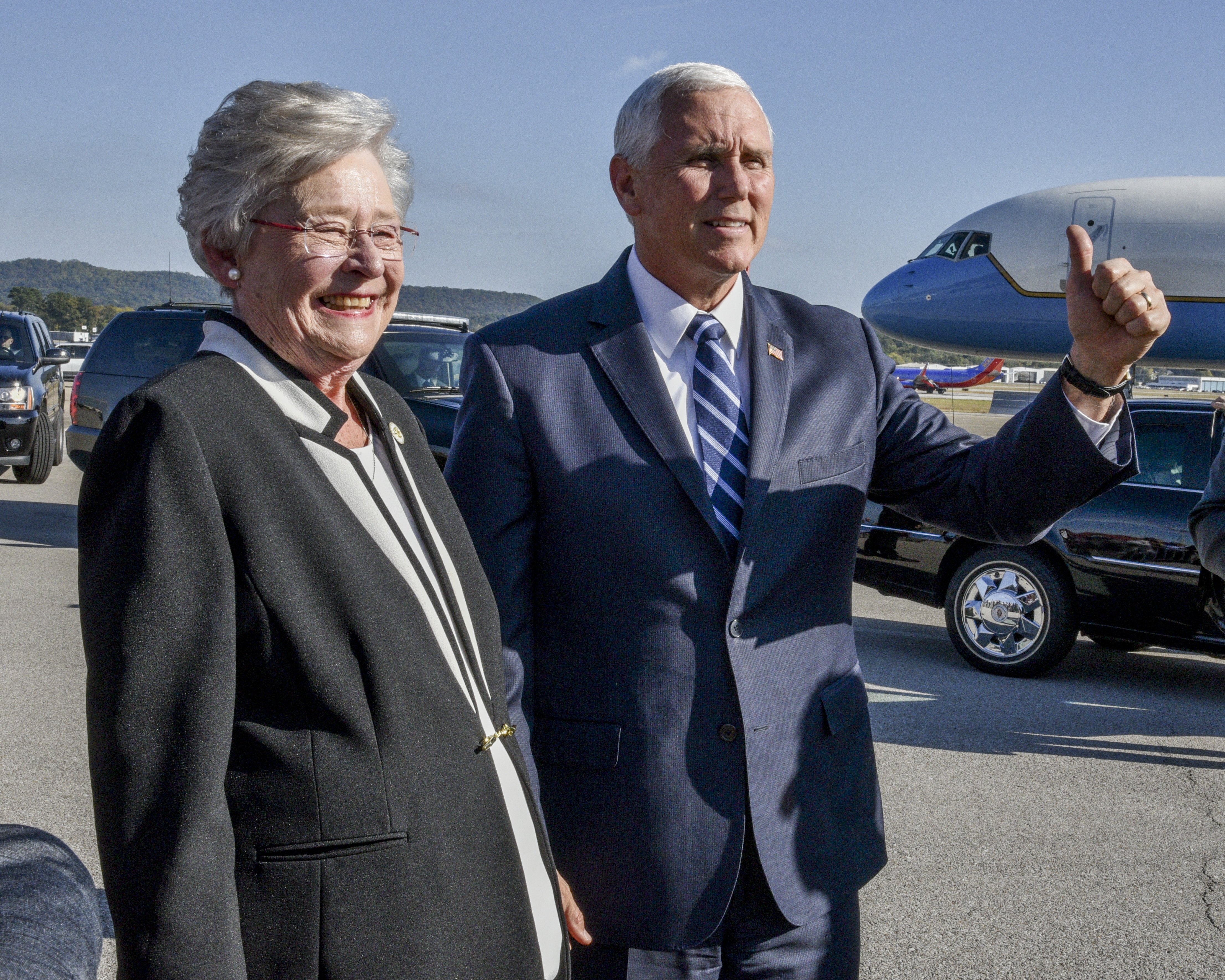
2018年10月，艾维在副总统迈克·彭斯 (Mike Pence) 访问阿拉巴马州期间与其合影

### 上任和担任州长的头几个月
艾维于2017年4月10日在罗伯特·本特利 (Robert Bentley) 辞职后宣誓就任州长。她是该州历史上第二位女州长。第一个是卢琳华莱士，乔治华莱士的妻子；她在1967年和1968年担任州长约16个月，直到她因癌症去世。 
2017年4月，艾维签署了一项法案，禁止法官在死刑谋杀案的量刑中否决陪审团关于死刑的建议。此前，阿拉巴马州是唯一一个“司法超越”的州，允许法官在陪审团建议判处无期徒刑的被告时判处死刑。在该法案通过之前，阿拉巴马州的死刑判决经常被美国最高法院视为违宪。  
2017年5月，经过艾维签署而成为州法律：
- 一项加快阿拉巴马州死刑上诉和执行死刑的法案。 [31]
- 一项禁止拆除任何公开展示的纪念碑，或重新命名任何已存在 40 年或更长时间的公共街道或建筑物的法案——有效地保护了该州的邦联纪念碑。 [32]
- 一项禁止交叉投票的法案（在一个政党的初选中投票，然后在其他政党的决选投票中投票的做法）。 [33]
- 一项允许基于信仰的收养机构拒绝将儿童与同性恋伴侣安置的法案。该法案受到人权运动的批评。 [34] [35]

2017年9月，艾维宣布她将参选2018年州长选举以谋求连任。 

### 教育政策
2018年10月，艾维宣布她打算成立一个咨询委员会，目的是研究改善学校科学、技术、工程和数学教学的方法，以满足未来十年的工作需求。 艾维表示，与STEM有关的工作岗位的空缺预计将比大多数其他形式的工作增长更快，同时支付的工资中位数大约是其他领域工作的两倍，州长的STEM卓越咨询委员会将包括教育工作者，政府代表，商界和各大企业，这些企业皆承诺于年底前就此事向她提供全面报告。 

### LGBT权利
2021年4月，艾维签署了一项法案，禁止跨性别女孩在阿拉巴马州参加女子体育比赛。  HB391法案由来自哈特塞尔的共和党众议员Scott Stadthagen发起，禁止K-12运动队参加跨包容性体育赛事。 该法案以74-19的票数在阿拉巴马州众议院通过，并以25-5的票数在阿拉巴马州参议院通过。 

### 枪支政策
2018年5月，艾维签署了一份备忘录，授权阿拉巴马州学校管理人员在符合阿拉巴马州哨兵计划的情况下在学校持有枪支，并被允许“使用致命武力保护学生、教职员工和访客。使学校免受武装入侵者带来的人身伤害或死亡的威胁。”艾维在宣布该政策时说：“不幸的是，全国各地的学校继续发生校园暴力，我们根本无法等到下一次立法会议。” 该提议受到两党成员的批评，亨茨维尔共和党市长汤米巴特尔认为这是“一刀切”的计划，塔斯卡卢萨民主党市长沃尔特马多克斯表示该计划存在缺陷。 

### 妇女堕胎政策
2018年8月，在第11巡回上诉法院发布裁决阻止《阿拉巴马州未出生儿童免于堕胎法》之后，艾维在担任副州长期间反思了她对州法律的支持，并表示“我们不应该让这阻止我们坚定承诺保护未出生婴儿的决心，即使这意味着将此案提交给美国最高法院。”她补充说，该裁决“清楚地表明了为什么我们需要最高法院的保守派法官”，并表示支持确认布雷特卡瓦诺为最高法院大法官。 美国最高法院拒绝审理对第 11 巡回法院裁决的上诉。美国公民自由联盟代表了那些反对上诉的人，代表律师安德鲁·贝克说：“虽然我们很高兴看到这个特殊案件的结束，但我们知道，禁止妇女堕胎的行为还远未结束。”  2019年5月15日，艾维签署了更具限制性的314号众议院法案，该法案旨在将2019年11月之后的堕胎行为定为刑事犯罪，除非母亲的生命受到威胁或胎儿可能无法存活。它规定执行此类手术的医生最高可判处99年监禁。 该法案有意与美国最高法院在罗诉韦德案的判决相冲突。最高法院的判决说明，在胎儿存活之前禁止堕胎的法律违宪，并且需要在美国最高法院进行是否违宪的判决。 亚拉巴马州的该项立法还因不允许强奸或乱伦案件的受害者进行堕胎而臭名昭著。  10月29日，就在该法律生效前不久，一名联邦法官阻止了该法的施行。艾维和阿拉巴马州总检察长史蒂夫马歇尔表示，他们预计最高法院将推翻上诉裁决。 

### 医疗保健政策
2018年3月，艾维宣布阿拉巴马州将限制大约75,000名每月收入仅为数百美元的健全成年人获得医疗补助福利，想要获得医疗补助，所有成年人都必须有工作或者正在进行工作训练。她断言，此举将“节省纳税人的钱，并将为真正需要帮助的人保留医疗补助服务”。  9月，艾维表示，大家都希望“每个人都能以负担得起的价格获得高质量的药物”，但制定该政策需要弄清楚政府是否应该为部分人买单。 
10月1日，艾维宣布联邦政府已在阿拉巴马州批准了一项新的护理管理计划，以补充和加强该州目前为大约23,000名阿拉巴马州医疗补助接受者提供的长期护理服务系统。她称该批准是“我们努力改变向医疗补助接受者提供服务的重要一步”，并表示她的目标是“确保所有阿拉巴马人，无论其经济状况如何，都能获得高质量的医疗保健。” 
艾维反对扩大医疗补助计划，并在2018年表示，这“不是我们目前可以解决的问题”。  
在COVID-19疫情期间，艾维于2020年3月13日宣布进入紧急状态。 她不愿下达居家令。  3月28日，副州长Ainsworth写了一封公开信，批评艾维在对抗疫情方面的行动准备得不够充分。  艾维最终于4月3日发布了居家令，并于次日生效。  2021年5月，艾维禁止阿拉巴马州的企业和公共机构要求人们出示针对 COVID-19的疫苗接种证明才能使用其设施和服务。  2021年7月，她恳求所有阿拉巴马居民接种疫苗，并将疾病的持续传播归咎于未接种疫苗的人。 

## 个人生活
艾维结过两次婚，没有孩子。 她的第一次婚姻是与本·拉拉维亚 (Ben LaRavia) 结婚。他们在奥本大学学习期间订婚。 
2019年，艾维被诊断出患有肺癌。她于2019年9月20日在阿拉巴马大学伯明翰分校接受门诊治疗。她说：“我对上帝对我生命的计划和目的充满信心。” 艾维于2020年1月宣布抗癌成功。癌症是I期，且放射治疗反应良好。 